# 材料技術科
材料技術科（ざいりょうぎじゅつか）は、高等学校に設置される機械系学科に化学系学科の要素を組み込んだ学科で、元は冶金科（金属工業科）であったが、近年は金属材料以外の工業材料（セラミックスや超伝導材料）の発達により、それらの非金属材料分野へと幅を持たせた知識と技術を修得させる学科となっている。
機械の設計・施工などの機械学科的な知識と技術に電解や薬品特性など化学科的な知識の修得をめざす。
推奨資格として危険物取扱者、ボイラー技士があり、授業の一環として取得させる高校も存在する。その場合、資格取得のための講座を授業として取り入れている。
工業科の専門科目のうち、「金属工業」、「金属冶金」、「材料技術」などを中心に学ぶが、全国的に学科数が少ないため、大学用のものを易しくしただけの様な教科書も存在する。また、参考書の類も大学や研究機関用の物しか存在しない。
近年は少子化の影響や、高卒で企業の研究部署へは就職できないことなどから、減少が続いている学科である。